# Black Sonic
Black Sonic (antes Black Sonic Prophets) fue una banda liechtensteiniana de metal alternativo y rock alternativo formada en el año 2003 y disuelta en el año 2012.

## Integrantes

### Exintegrantes
- Mäthi - vocal, guitarra
- Marco Gassner - guitarra
- Raimund Tschol - vocal de apoyo, bajo
- Roland Testi - batería

## Discografía

### EP
- 2003: Rockstar EP
- 2005: The Broken EP

### Álbumes
- 2006: Out of the Light - Into the Night
- 2009: 7 Deadly Sins

### DVD
- 2005: The Official Bootleg

### CD sencillo
- 2006: "Leave Me Alone"